# Marocas
Mário Jaime Raimundo Duarte, hay Marocas (sinh ngày 17 tháng 2 năm 1988) là một cầu thủ bóng đá người Bồ Đào Nha thi đấu cho Vilafranquense.

## Sự nghiệp câu lạc bộ
Anh ra mắt chuyên nghiệp tại Giải bóng đá hạng nhất quốc gia Bồ Đào Nha cho Santa Clara vào ngày 8 tháng 8 năm 2015 trong trận đấu trước Vitória Guimarães B.